# Ludwig Knaus
Pour les articles homonymes, voir Knaus.
Ludwig Knaus, né le 5 octobre 1829 à Wiesbaden et mort le 7 décembre 1910 à Berlin, est un peintre et graveur allemand.

## Biographie
Son père est opticien. Louis apprend ce métier, tout en montrant son aptitude au dessin. Lorsqu'il a 16 ans il rencontre un peintre qui le conseille et l'incite à poursuivre. En 1847 il part à Düsseldorf pour suivre l'enseignement de l'école des Beaux-arts. Il ne s'intègre pas très bien, contestant la qualité de l'enseignement et ses professeurs, le chef d'atelier Sohn et le directeur Schadow, ne lui reconnaissent pas de talent. Louis rejoint un groupe de peintres (Dielmann, Jordan et Becker) qui, comme lui, veulent peindre la vie quotidienne. Il expose et vend un premier tableau Danse sous le tilleul. Il envoie une toile à Berlin, en 1850, elle est exposée. En 1852 il va à Paris. Il expose au salon Lendemain de fête, qui bénéficie d'un accueil très favorable. Il en est de même pour ses œuvres suivantes (Campement de bohémiens, Baptême…). il est primé à trois reprises. En 1860 il regagne son pays. Il vit d'abord à Berlin, jusqu'en 1867, puis retourne à Dusseldorf. Il a pour élève à Düsseldorf le peintre hongrois Mihály Munkácsy (1844-1900), dont il aide à lancer la carrière. Il est à nouveau à Berlin en 1874, il est nommé chef d'atelier à l'Académie des Beaux-Arts, fonction qu'il conserve jusqu'en 1882.
En France, L. Knaus est nommé chevalier de la légion d'honneur en 1859, puis promu officier en 1867.
Knaus est enterré au cimetière de Dahlem.

## Œuvres
- La dame sous le tilleul (1849).
- Les joueurs (1851).
- Le marché (1851).
- Les tziganes dans le bois.
- Le lendemain de fête.
- L'enterrement.
- La cinquantaine.
- Le baptême.
- L'enfant avec sa bonne.
- Fille dans un champ (1857).
- La sainte famille (1876).
- Fête d'enfants.
- Sagesse de Salomon.
- Les tricheurs.
- Portrait de dame.
- La jatte vide.
- Les joueurs de cartes.
- L'ivrogne.
- Halte de bohémiens.
- Un moine romain.
- Portrait du scientifique Hermann Ludwig von Helmholtz (1821-1894), Alte Nationalgalerie, Berlin.
- Portrait de l'historien Christian Matthias Theodor Mommsen (1817-1903), Alte Nationalgalerie, Berlin.
- La Veille des noces[4].
- Le Saltimbanque[4].
- Portrait présumé de Mme Frédérique Planat de la Salle, mécène de l'artiste, vers 1855, Musée des Beaux-Arts et d'Archéologie Joseph-Déchelette, Roanne.

Tableaux de Ludwig Knaus
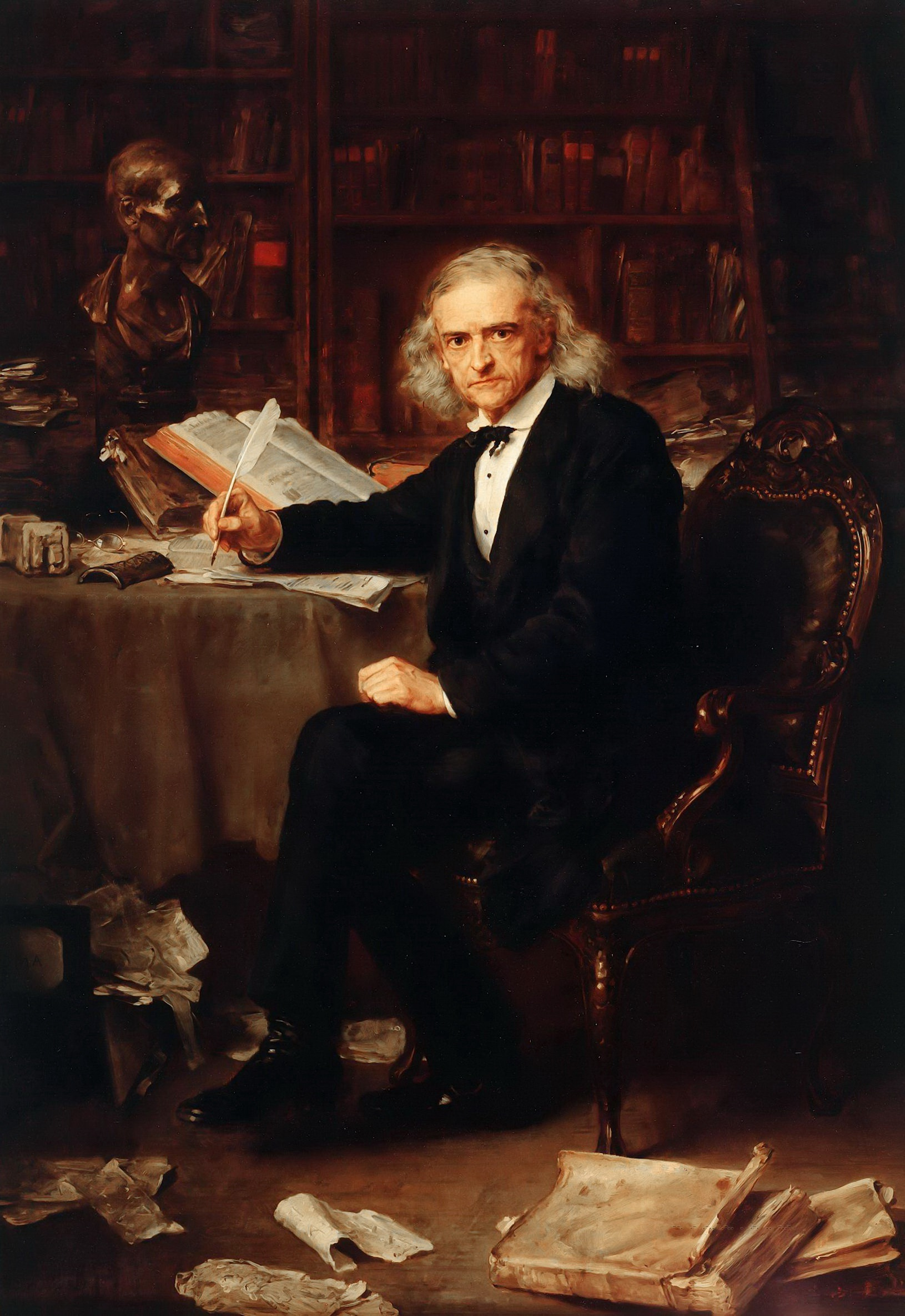
Portrait de Theodor Mommsen.
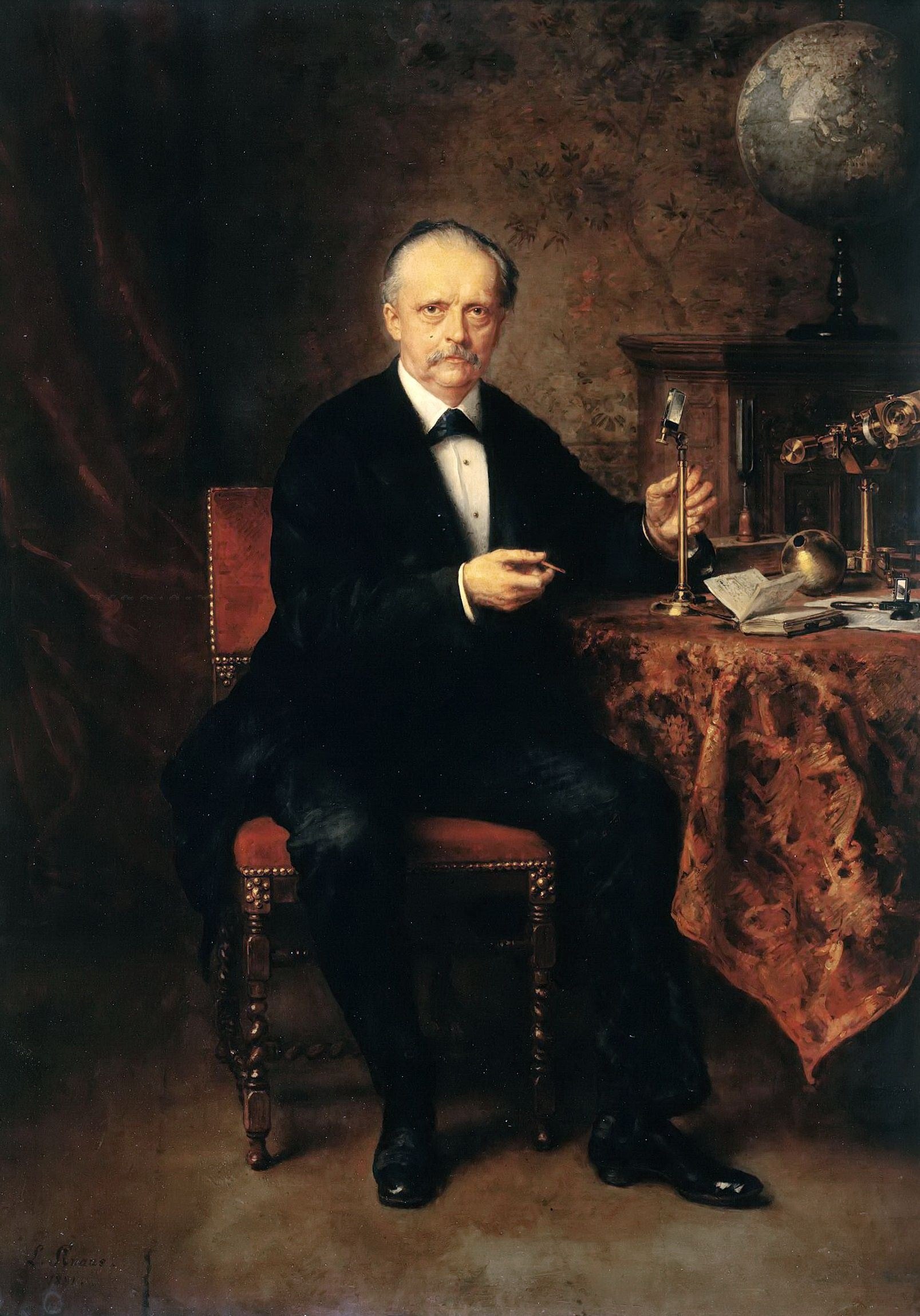
Portrait d'Hermann von Helmholtz.
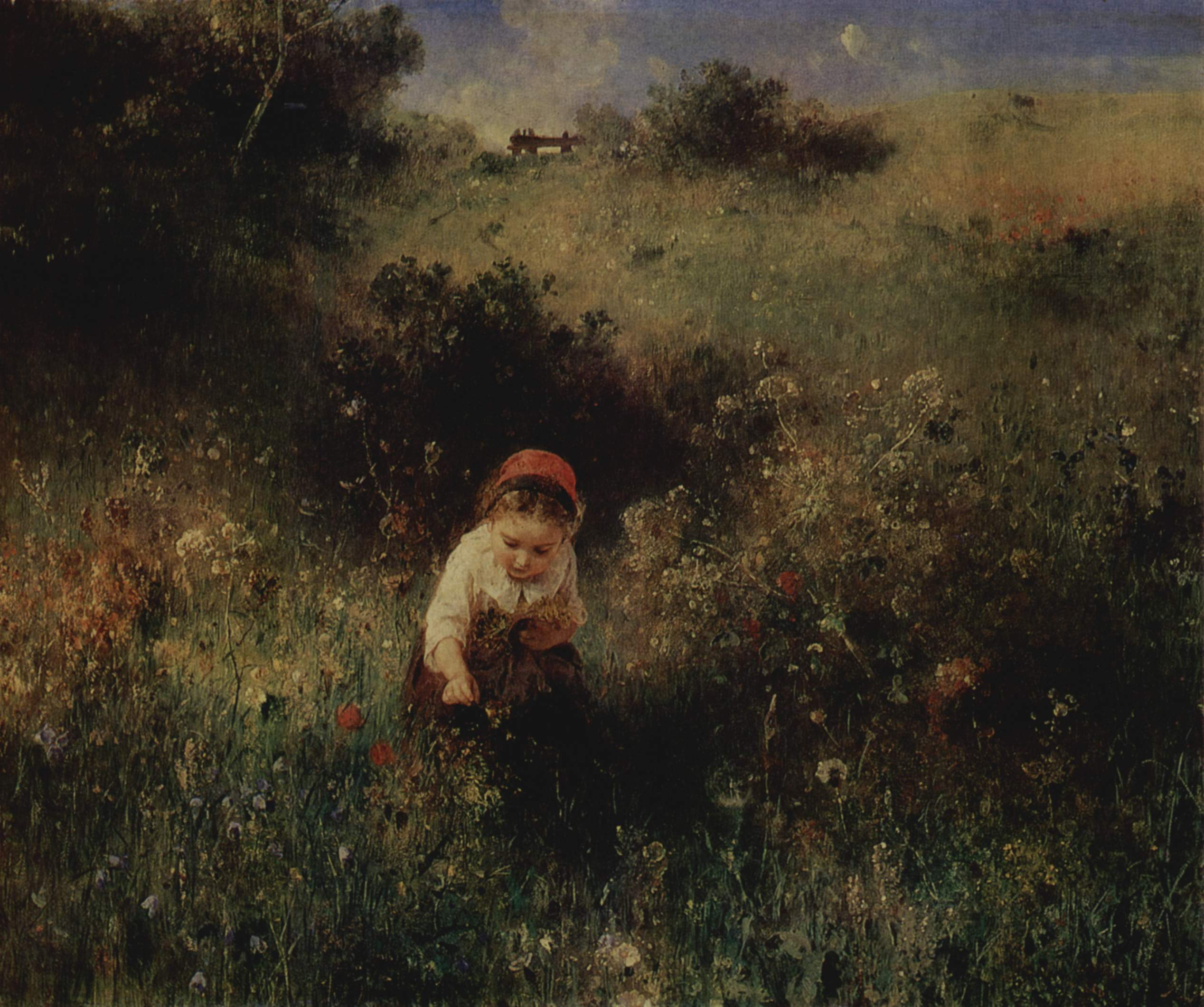
Fille dans un champ.
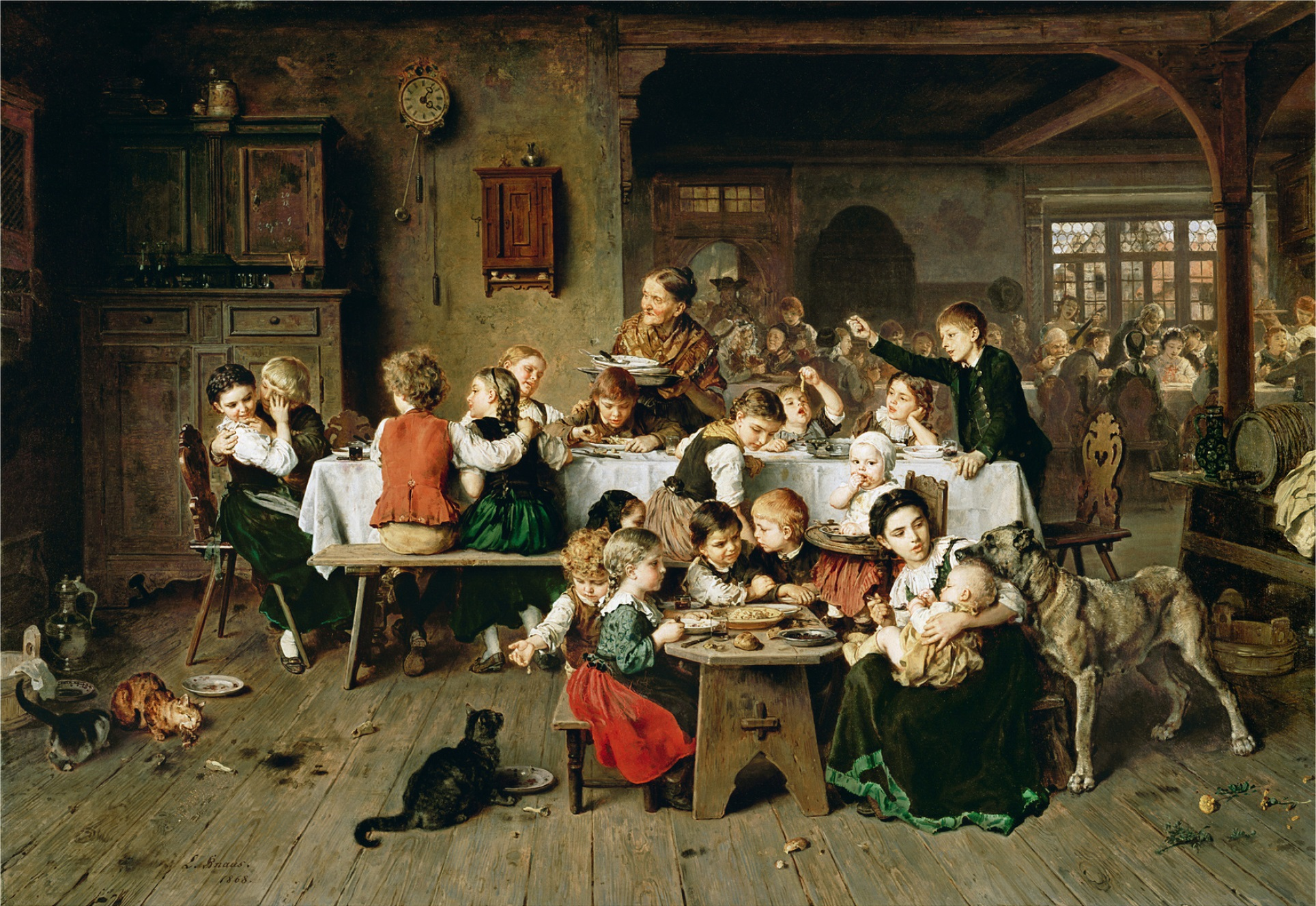
Enfants à table (1868).

Gravures de Ludwig Knaus
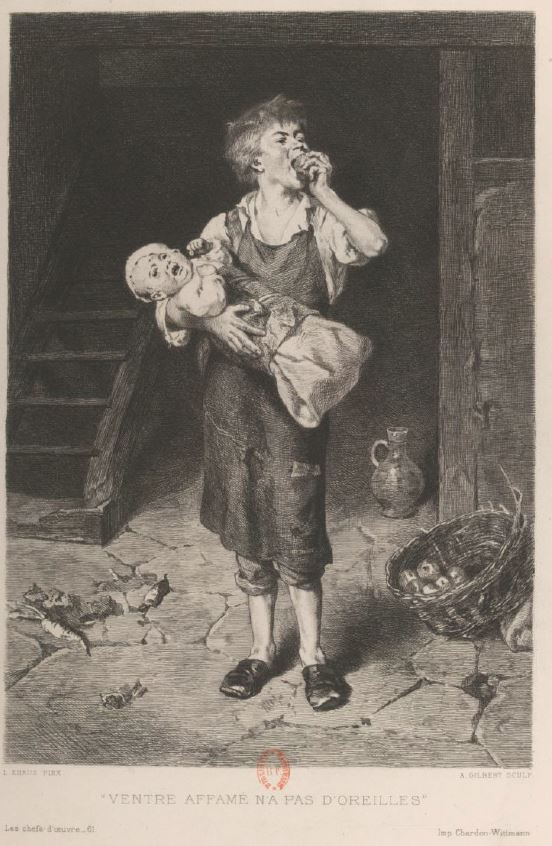
Ventre affamé n'a pas d'oreilles.
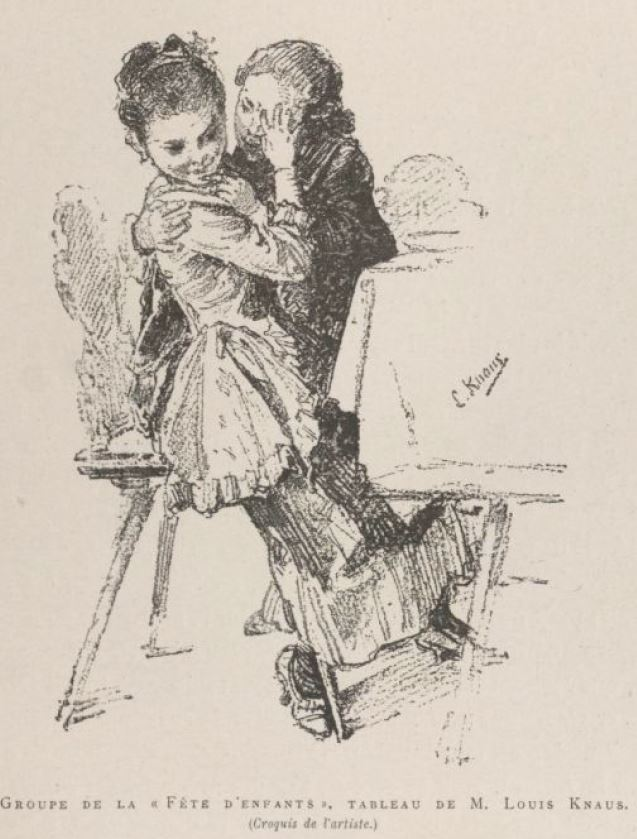
Dessin pour la fête d'enfants.
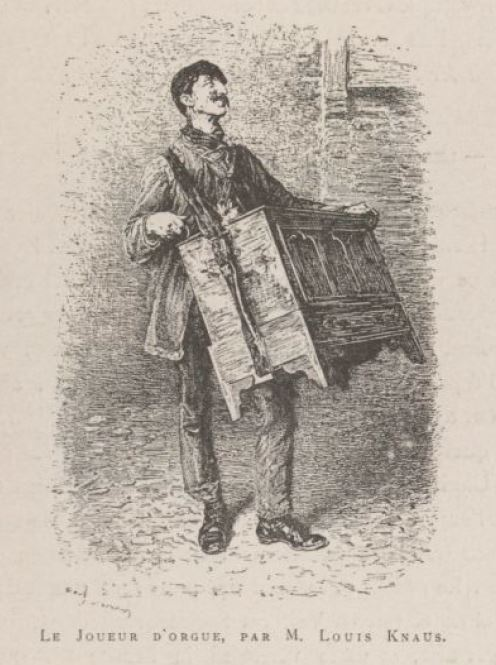
Le joueur d'orgues.
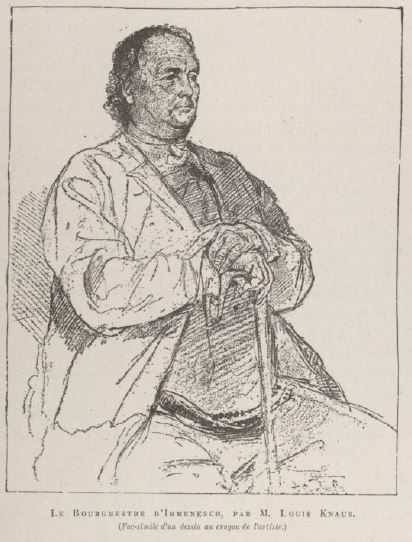
Le Bourgmestre d'Immenesclz.